# Campionati del mondo di atletica leggera 2013 - Lancio del disco maschile
La competizione si è svolta tra il martedì 12 agosto 2013, con le qualificazioni, ed il mercoledì 13 agosto con la finale.

## Podio
| Pos.    | Atleta            | Nazionalità | Misura  |
| ------- | ----------------- | ----------- | ------- |
| Oro     | Robert Harting    | Germania    | 69,11 m |
| Argento | Piotr Małachowski | Polonia     | 68,36 m |
| Bronzo  | Gerd Kanter       | Estonia     | 65,19 m |

## Situazione pre-gara

### Record
Prima di questa competizione, il record del mondo (WR) e il record dei campionati (CR) erano i seguenti.
| Record                | Prestazione | Atleta                     | Data                                   | Competizione              |
| --------------------- | ----------- | -------------------------- | -------------------------------------- | ------------------------- |
| Record mondiale       | 74,08 m     | Jürgen Schult Germania Est | 6 giugno 1986 Neubrandenburg, Germania |                           |
| Record dei campionati | 70,17 m     | Virgilijus Alekna Lituania | 7 agosto 2005 Helsinki, Finlandia      | Campionati del mondo 2005 |

### Campioni in carica
I campioni in carica, a livello mondiale e olimpico, erano:
| Campione | Atleta                  | Prestazione | Data                                | Competizione               |
| -------- | ----------------------- | ----------- | ----------------------------------- | -------------------------- |
| Olimpico | Robert Harting Germania | 68,27 m     | 7 agosto 2012 Londra, Regno Unito   | Giochi della XXX Olimpiade |
| Mondiale | Robert Harting Germania | 68,97 m     | 30 agosto 2011 Taegu, Corea del Sud | Campionati del mondo 2011  |

### La stagione
Prima di questa gara, gli atleti con le migliori tre prestazioni dell'anno erano:
| Pos. | Atleta                    | Prestazione | Data                                 |
| ---- | ------------------------- | ----------- | ------------------------------------ |
| 1    | Piotr Małachowski Polonia | 71,83 m     | 8 giugno 2013 Hengelo, Paesi Bassi   |
| 2    | Robert Harting Germania   | 69,91 m     | 8 giugno 2013 Hengelo, Paesi Bassi   |
| 3    | Benn Harradine Australia  | 68,20 m     | 10 maggio 2013 Townsville, Australia |

A breve distanza seguiva l'australiano Julian Wruck con la misura di 68,16 m.

## Qualificazioni
La qualificazione si è svolta con gli atleti divisi in due gruppi (A e B), a partire rispettivamente dalle 9:40 e dalle 11:05 del 12 agosto 2013.
Si qualificano per la finale i concorrenti che ottengono una misura di almeno 65,00 m; in mancanza di 12 qualificati, accedono alla finale i primi 12 atleti della qualificazione.
| Pos. | Gruppo | Atleta                    | Paese          | 1ª prova | 3ª prova | 3ª prova | Risultato | Note |
| ---- | ------ | ------------------------- | -------------- | -------- | -------- | -------- | --------- | ---- |
| 1    | A      | Robert Harting            | Germania       | 66,62 m  |          |          | 66,62 m   | Q    |
| 2    | B      | Piotr Małachowski         | Polonia        | 66,00 m  |          |          | 66,00 m   | Q    |
| 3    | A      | Gerd Kanter               | Estonia        | 65,54 m  |          |          | 65,54 m   | Q    |
| 4    | B      | Jorge Fernández           | Cuba           | 64,86 m  | -        | -        | 64,86 m   | q    |
| 5    | A      | Robert Urbanek            | Polonia        | 62,89 m  | x        | 64,21 m  | 64,21 m   | q    |
| 6    | B      | Martin Wierig             | Germania       | 63,47 m  | 64,06 m  | -        | 64,06 m   | q    |
| 7    | A      | Vikas Gowda               | India          | 63,64 m  | 62,59 m  | 62,67 m  | 63,64 m   | q    |
| 8    | B      | Frank Casañas             | Spagna         | x        | x        | 63,17 m  | 63,17 m   | q    |
| 9    | B      | Viktor Butenko            | Russia         | x        | 63,07 m  | x        | 63,07 m   | q    |
| 10   | A      | Mario Pestano             | Spagna         | 62,80 m  | 61,79 m  | 62,15 m  | 62,80 m   | q    |
| 11   | B      | Julian Wruck              | Australia      | 60,36 m  | 60,84 m  | 62,48 m  | 62,48 m   | q    |
| 12   | A      | Victor Hogan              | Sudafrica      | x        | 62,45 m  | 61,59 m  | 62,45 m   | q    |
| 13   | A      | Christoph Harting         | Germania       | 62,17 m  | 62,28 m  | 60,36 m  | 62,28 m   |      |
| 14   | B      | Erik Cadée                | Paesi Bassi    | 61,75 m  | 62,14 m  | x        | 62,14 m   |      |
| 15   | B      | Martin Marić              | Croazia        | 61,98 m  | x        | 61,58 m  | 61,98 m   |      |
| 16   | B      | Virgilijus Alekna         | Lituania       | 61,91 m  | 61,56 m  | 61,27 m  | 61,91 m   |      |
| 17   | A      | Ercüment Olgundeniz       | Turchia        | 59,55 m  | 60,81 m  | x        | 60,81 m   |      |
| 18   | B      | Gerhard Mayer             | Austria        | 59,85 m  | 58,19 m  | 59,81 m  | 59,85 m   |      |
| 19   | A      | Apostolos Parellīs        | Cipro          | 59,84 m  | 56,95 m  | 59,08 m  | 59,84 m   |      |
| 20   | A      | Benn Harradine            | Australia      | x        | 59,68 m  | x        | 59,68 m   |      |
| 21   | B      | Musab Ibrahim Al-Momani   | Giordania      | 58,20 m  | 58,84 m  | 59,38 m  | 59,38 m   |      |
| 22   | B      | Ronald Juliao             | Brasile        | x        | 59,36 m  | 57,77 m  | 59,36 m   |      |
| 23   | A      | Brett Morse               | Regno Unito    | x        | 59,23 m  | 58,60 m  | 59,23 m   |      |
| 24   | A      | Niklas Arrhenius          | Svezia         | 59,13 m  | 57,39 m  | 57,42 m  | 59,13 m   |      |
| 25   | A      | Lance Brooks              | Stati Uniti    | 59,08 m  | x        | 57,94 m  | 59,08 m   |      |
| 26   | A      | Danijel Furtula           | Montenegro     | x        | 58,28 m  | 58,26 m  | 58,28 m   |      |
| 27   | A      | Mahmoud Samimi            | Iran           | x        | 57,38 m  | 57,77 m  | 57,77 m   |      |
| 28   | B      | Giovanni Faloci           | Italia         | 57,23 m  | 55,66 m  | 57,54 m  | 57,54 m   |      |
| 29   | B      | Alex Rose                 | Samoa          | 54,62 m  | 56,19 m  | 54,31 m  | 56,19 m   |      |
| 30   | B      | Sultan Mubarak Al-Dawoodi | Arabia Saudita | 55,94 m  | 54,08 m  | x        | 55,94 m   |      |

Legenda: 
- x = Lancio nullo;
- Q = Qualificato direttamente;
- q = Ripescato;
- RN = Record nazionale;
- RP = Record personale;
- PS = Personale stagionale;
- NM = Nessun lancio valido;
- DNS = Non è sceso in pedana.

## Finale
La finale si è svolta a partire dalle 19:00 del 13 agosto 2013 ed è terminata dopo un'ora circa.

I migliori 8 classificati dopo i primi tre lanci accedono ai tre lanci di finale.
| Pos.   | Atleta            | Nazionalità | 1ª prova | 2ª prova | 3ª prova | 4ª prova | 5ª prova | 6ª prova | Misura  | Note |
| ------ | ----------------- | ----------- | -------- | -------- | -------- | -------- | -------- | -------- | ------- | ---- |
| center | Robert Harting    | Germania    | 62,16 m  | 68,13 m  | x        | 69,11 m  | -        | 69,08 m  | 69,11 m |      |
| center | Piotr Małachowski | Polonia     | 64,49 m  | x        | 65,09 m  | 67,18 m  | 68,36 m  | 67,21 m  | 68,36 m |      |
| center | Gerd Kanter       | Estonia     | 64,90 m  | 65,19 m  | x        | x        | x        | x        | 65,19 m |      |
| 4      | Martin Wierig     | Germania    | x        | 63,72 m  | x        | 65,02 m  | x        | 63,42 m  | 65,02 m |      |
| 5      | Victor Hogan      | Sudafrica   | 64,35 m  | 62,84 m  | 60,98 m  | 61,69 m  | x        | 63,44 m  | 64,35 m |      |
| 6      | Robert Urbanek    | Polonia     | 63,58 m  | 62,20 m  | 64,32 m  | 64,01 m  | 62,05 m  | 62,70 m  | 64,32 m |      |
| 7      | Vikas Gowda       | India       | 63,41 m  | x        | 62,20 m  | 64,03 m  | 63,67 m  | 63,64 m  | 64,03 m |      |
| 8      | Victor Butenko    | Russia      | x        | 63,38 m  | x        | x        | x        | x        | 63,38 m |      |
| 9      | Frank Casañas     | Spagna      | 62,40 m  | 62,89 m  | 61,26 m  |          |          |          | 62,89 m |      |
| 10     | Jorge Fernández   | Cuba        | 62,88 m  | 62,39 m  | 62,50 m  |          |          |          | 62,88 m |      |
| 11     | Julian Wruck      | Australia   | 60,91 m  | 61,80 m  | 62,40 m  |          |          |          | 62,40 m |      |
| 12     | Mario Pestano     | Spagna      | x        | 60,13 m  | 61,88 m  |          |          |          | 61,88 m |      |

Legenda: 
- x = Lancio nullo;
- Q = Qualificato direttamente;
- q = Ripescato;
- RN = Record nazionale;
- RP = Record personale;
- PS = Personale stagionale;
- NM = Nessun lancio valido;
- DNS = Non è sceso in pedana.